# NGC 2075
NGC 2075 je otvoreni skup s emisijskom maglicom u zviježđu Stolu. 

## Vanjske poveznice
- SEDS: NGC 2075